# Conjetura del panal de abeja

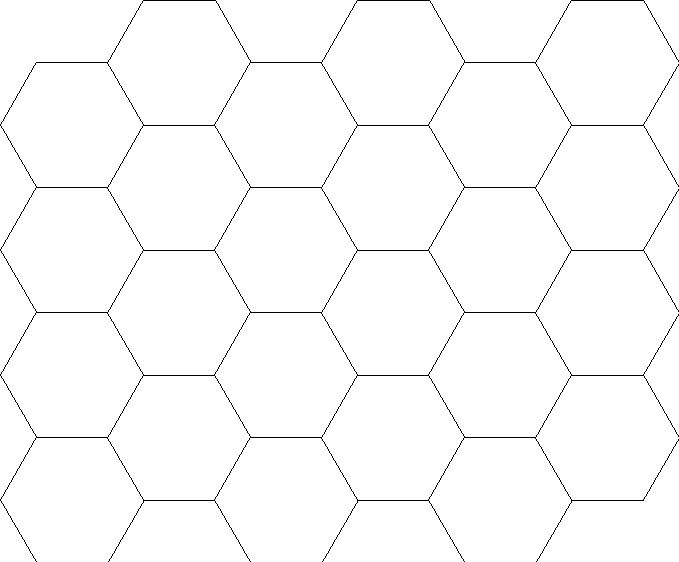
Un retícula hexagonal regular.

La conjetura del panal de abeja era una conjetura hasta que se demostró y se convirtió en teorema matemático que afirma que un teselado hexagonal (retícula en forma de panal de abeja) es la mejor manera de dividir una superficie en regiones de igual área y con el mínimo perímetro total. 
El primer registro de la conjetura se remonta al 36 aC, de Marco Terencio Varrón, pero a menudo se atribuye a Pappus de Alejandría (c. 290 -. C 350). El teorema fue demostrado en 1999 por el matemático Thomas Callister Hales, quien menciona en su obra que hay razones para creer que la conjetura pueda haber estado presente en la mente de los matemáticos antes de Varrón.